# Mohaves
Els mohave són una tribu índia de llengua yuma-cochimí, el nom de la qual prové d''aha makhav "tres muntanyes", però ells s'anomenen pipa a'ha macave "el poble que viu de l'aigua".

## Localització
Vivien als marges del riu Colorado, entre Needles i Black Canyon, i al desert de Mojave. Actualment viuen a la reserva índia Fort Mojave, a la reserva índia del Riu Colorado i Fort MacDowell, a Arizona.

## Demografia
Les estimacions per a les poblacions anteriors al contacte de la majoria dels grups nadius a Califòrnia han variat substancialment. El franciscà missioner-explorador Francisco Garcés va estimar que la població mohave en 1776 era d'uns 3.000 individus (Garcés 1900 (2): 450). Alfred L. Kroeber (1925:883) també va calcular la població mohave de 1770 en 3.000 individus.
Kroeber estimava que la població mohave el 1910 era de 1.050 individus. La investigació de Lorraine M. Sherer va revelar que el 1963 la població de Fort Mojave era de 438 i a la reserva del riu Colorado, aproximadament 550.
Segons dades de la BIA el 1995, a la reserva de Fort Mojave hi havia 606 a Arizona i 445 a Califòrnia (600 i 441 al rol tribal). A Riu Colorado hi havia 51 a Califòrnia i 1.967 a Arizona (3.126 en rol tribal). A Ft McDowell (Arizona) hi ha 887 habitants (849 en rol tribal). Segons el cens dels Estats Units del 2000, hi havia censats 1.906 a Fort Mojave, 1.927 a Colorado River i 154 a Fort MacDowell. En total 3.977 individus.

## Costums
Eren influïts culturalment pels hopi, eren agricultors i conreaven moresc, carabasses, melons, blat, pinyons, fesols i d'altres conreus locals. També es dedicaven a la pesca fluvial. Gaudien d'un gran ritualisme basat totalment en la família. No vivien en pobles, sinó en assentaments rurals. Els habitatges eren petits bords entreteixits i escampats pel camp, i els propietaris de la casa ho eren també de les terres productives que tenia pels voltants. També era molt destacable llur terrisseria i cistelleria. Escollien un cabdill tribal, però només tenia funcions de ritual polític, puix que només feia de conseller en temps de guerra, i el seu prestigi es basava en l'èxit a les batalles, la lluita cos a cos i en tocar l'enemic en combat sense matar-lo ni ferir-lo, ja que era el més difícil. Endemés, tenien una societat guerrera secreta, Kwanami, amb arquers, llancers i escuders.

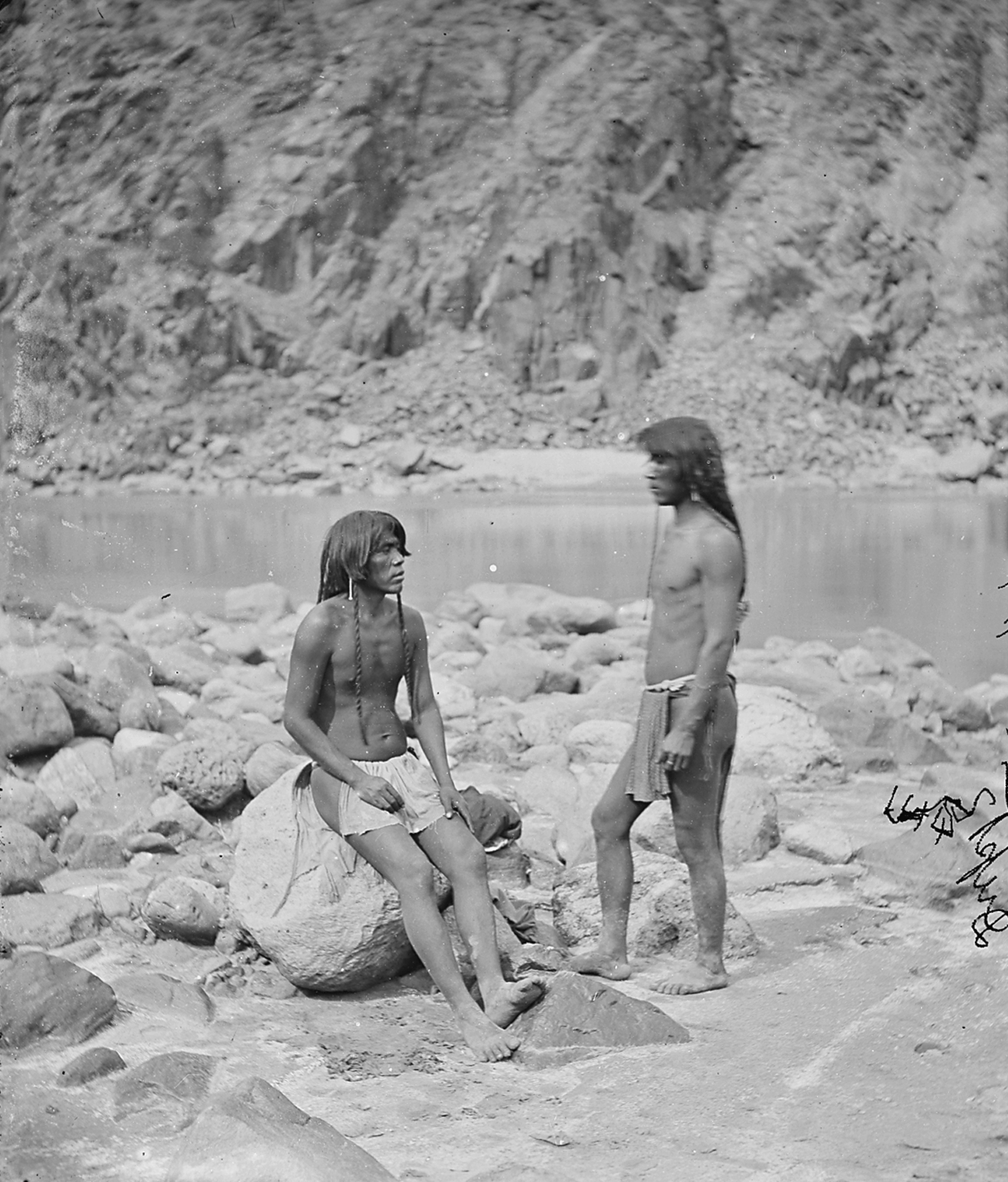
Indis mohave a Arizona

Creien en un suprem creador, i donaven importància als somnis com a font de poders especials. Les cerimònies públiques prenien forma de cançons i un cicle de sons de somnis que narraven un mite. Un cicle podia tenir un miler de cançons. Més tard també adoptaren els noms patronímics i la lideratge hereditària per línia masculina.

## Història
Eren enemics dels pàpago i pimes, i viatjaven sovint a la costa californiana a la recerca de cloïsses. Els primers europeus a visitar-los foren els espanyols Hernando de Alarcón el 1540 i Juan de Oñate el 1605, que no pogueren sotmetre'ls degut a la llunyania de centres de civilització on eren situats, ja que eren força al Nord, i endemés eren força bel·licosos. El 1775 foren visitats per Francisco Tomás Garcés, qui els va usar com a guies per travessar el Gran Canyó del Colorado, però també els intentà enviar a les missions, cosa que li va guanyar la seva enemistat. El 1821 el seu territori passà a Mèxic, tot i que no reconeixien cap autoritat. El 1827 atacaren una expedició de Jedediah Smith i el 1835 hostilitzaren sovint els colons que anaven cap a Califòrnia, encara que no van fer guerres importants. El 1848, pel tractat de Guadalupe-Hidalgo, el seu territori passà als EUA, que hi construïren Fort Yuma al seu territori. El 1865, però, foren establerts a Ft MacDowell amb 700 chemehuevi i kawaiisu.